# Церква Різдва Пресвятої Богородиці (Литвинів)
Церква Різдва Пресвятої Богородиці в Литвинові — парафія і храм греко-католицької громади Підгаєцького деканату Бучацької єпархії Української греко-католицької церкви в селі Литвинів Тернопільського району Тернопільської области.
Оголошена пам'яткою архітектури місцевого значення.

## Історія церкви
В архівних джерелах немає згадок про існування церкви до середини XVIII століття, але, за переказами, в селі була невелика дерев'яна церква, яку спалювали татари. Історія теперішньої церкви села Литвинів починається з 1842 року.
Великий розголос у Підгаєцькому повіті викликала пісня «Боже, великий, єдиний», яку заспівали в церкві на Різдво. За це в 1939–1941 роках органи НКВС репресували пароха о. Аполінарія Осадцу та його родину, виславши їх до Казахстану, де вони загинули.
Під час служіння о. Миколи Старуха з церковної дзвіниці зняли два дзвони і відправили їх до Німеччини. При о. Володимирі Маруді було здійснено розпис храму, а в 1990 році парафіяни і священник перейшли в лоно УГКЦ.
За сприяння о. Івана Гарата церкву поштукатурили, перебудували капличку, а також організували зустріч парафіян з Юрієм Шухевичем. Під час його служіння на парафії перебувала ікона Зарваницької Матері Божої.
У серпні 2003 року о. Василь Майка був призначений деканом Підгаєцького деканату, і відтоді церква Різдва Пресвятої Богородиці стала деканатною. За його служіння оновлено дзвіницю, капітально відремонтовано внутрішню частину храму, здійснено розпис, придбано тетрапод, престіл, кивот та проскомедійник.
На парафії діють: Вівтарна дружина, спільнота «Великої обітниці», братство «Апостольство молитви» та спільнота «Матері в молитві». На території є капличка Пресвятої Богородиці, пам'ятний хрест на честь тисячоліття хрещення Руси-України та хрест на честь скасування панщини 1848 року. Парафія має у власності парафіяльний будинок.

## Парохи
- о. Йоан Крайковський,
- о. Петро Крайковський (з 1860),
- о. Курович,
- о. Лотоцький (з 1914),
- о. Йосиф Коровець (до 1931),
- о. Аполінарій Осадца (з 1932),
- о. Йосиф Коровець (1940—1941),
- о. Микола Старух (1941—1944),
- о. Назаревич (1944—1946),
- о. Грабовський,
- о. Володимир Соломка (1947),
- о. Йосиф Коровець,
- о. Михайло Грабельський,
- о. Володимир Маруда (1970—1994),
- о. Михайло Касіян (1994—1995),
- о. Іван Гарат (1996—лютий 1998),
- о. Василь Майка (з лютого 1998).